# Dennis Daley
Dennis Daley (Fort Lauderdale, Florida, 7 de agosto de 1996) es un jugador profesional estadounidense de fútbol americano que se desempeña en la posición de lineman en los Arizona Cardinals, equipo de la National Football League (NFL).

## Primeros años y educación
Dennis Daley nació en Fort Lauderdale, Florida, y asistió a la Ridge View High School en Columbia, Carolina del Sur. Fue a la Universidad de Carolina del Sur, donde jugó para los South Carolina Gamecocks.

## Carrera profesional
Fue seleccionado en la sexta ronda en la Reunión Anual de Selección de Jugadores de la NFL de 2019 por los Carolina Panthers. Hizo su debut profesional con los Panthers, donde jugó cuatro temporadas (2019-2022). Durante su tiempo con los Panthers, Daley se estableció como un sólido liniero ofensivo, jugando tanto de tackle como de guardia.
En 2022, Daley fue transferido a los Tennessee Titans, donde jugó durante la temporada 2022-2023. En 2023, firmó con los Arizona Cardinals, donde continúa su carrera en la NFL.